# Oma
L'oma (Ulmus glabra) és un arbre caducifoli de la família de les ulmàcies que habita gran part de l'Europa del Nord i central, oest d'Àsia així com zones muntanyoses del sud d'Europa (Pirineus, Apenins…).

## Descripció
És un arbre gros, de fins a 35 o 40 metres d'alçada, de fulla caduca, tronc curt, molt ramificat i de capçada poc densa, formada per branques llargues ascendents i branquillons horitzontals. L'escorça és gris i llisa però fisurada i els branquillons són densament pubescents, amb pèls de color vermellós. Les fulles mesuren entre els 8-15 centímetres de llargada i els 8-10 d'amplada, són obovades o amplament el·líiptiques, molt asímetrques a la base, de marge doblement dentat i llargament acuminades. L'anvers és irregularment i laxament pubescent i aspre al tacte mentre que el revers es glabre. La fulla presenta una aurícula basal que cobreix el pecíol. Les seves flors són gairebé sèssils, amb 4-6 estams i 2 estils divergents i d'un to verdós, mentre que les anteres són de color rogenc. Apareixen en densos raïms axil·lars. El seu fruit és una sàmara arrodonida amb una llavor al bell mig. La sàmara mesura de 2 a 5 cm és de color verd clar i al madurar esdevé marró.
Algunes espècies relacionades, com Ulmus bergmanniana i Ulmus laciniata, presents al nord-est d'Àsia, van estar incloses a Ulmus glabra. Un altre arbre proper és l'om de l'Himalaia, Ulmus wallichiana.

## Ecologia i distribució
És originari de l'Europa temperada, habita des de la península Ibèrica fins al sud de Noruega, i des del cercle polar àrtic fins a les muntanyes del Peloponès a Grècia. A Catalunya habita en boscos caducifolis frescals i ombrívols de la muntanya mitjana humida, en l'estatge que va dels 1.000 als 1.500 metres (Pirineus, Prepirineus, Massís del Montseny, Les Guilleries…) sobre sòls humits i en zones amb humitat ambiental. L'oma pot formar boscos densos a Escandinàvia i arriba fins a latituds de 67°N a Noruega.
L'oma s'hibrida amb relativa facilitat, per contacte natural, amb Ulmus minor. Els espècimens hibridats s'han classificat com a Ulmus x hollandica, tenen caràcters intermedis de les dues espècies. A Catalunya en podem trobar als Pirineus i a certs punts de les serralades Transversal i Prelitoral.

## Usos
La seva fusta, de gran flexibilitat i resistència, s'ha utilitzat per a la fabricació d'abeuradors, bressols, taüts, rodes, així i en la construcció en general, així com per a la fabricació de vaixells i vagons. També s'ha utilitzat en diverses ciutats com a arbrat urbà o en jardineria per la seva tolerància a la contaminació.

## Galeria d'imatges

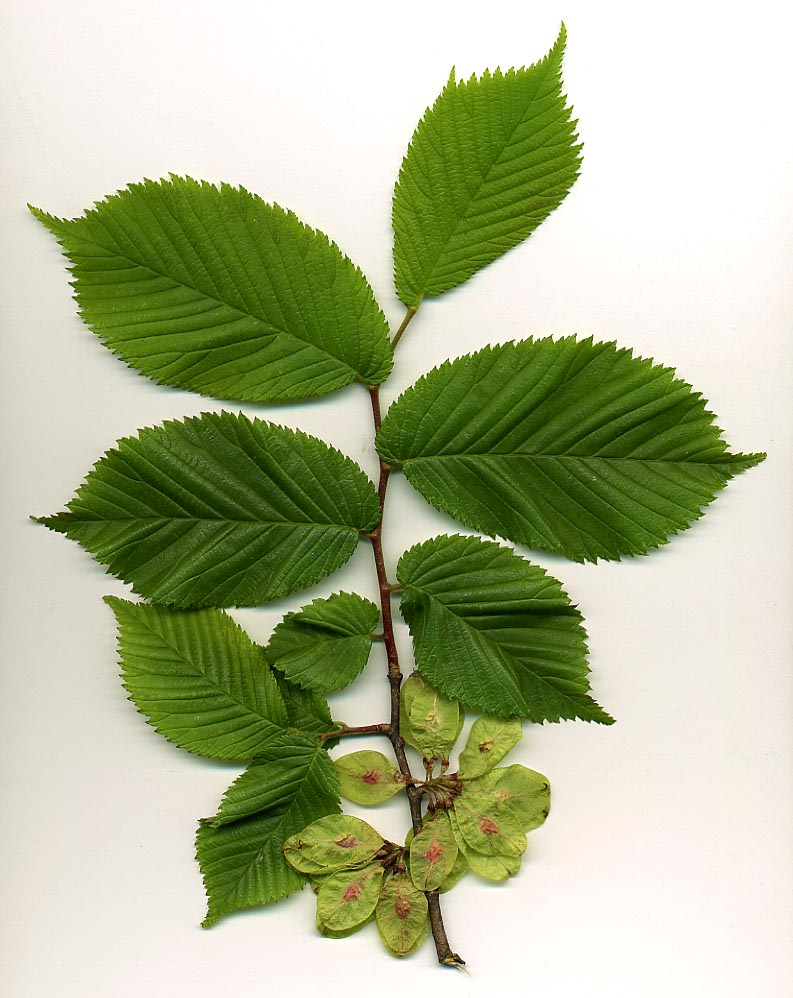
Fulles i fruits immadurs
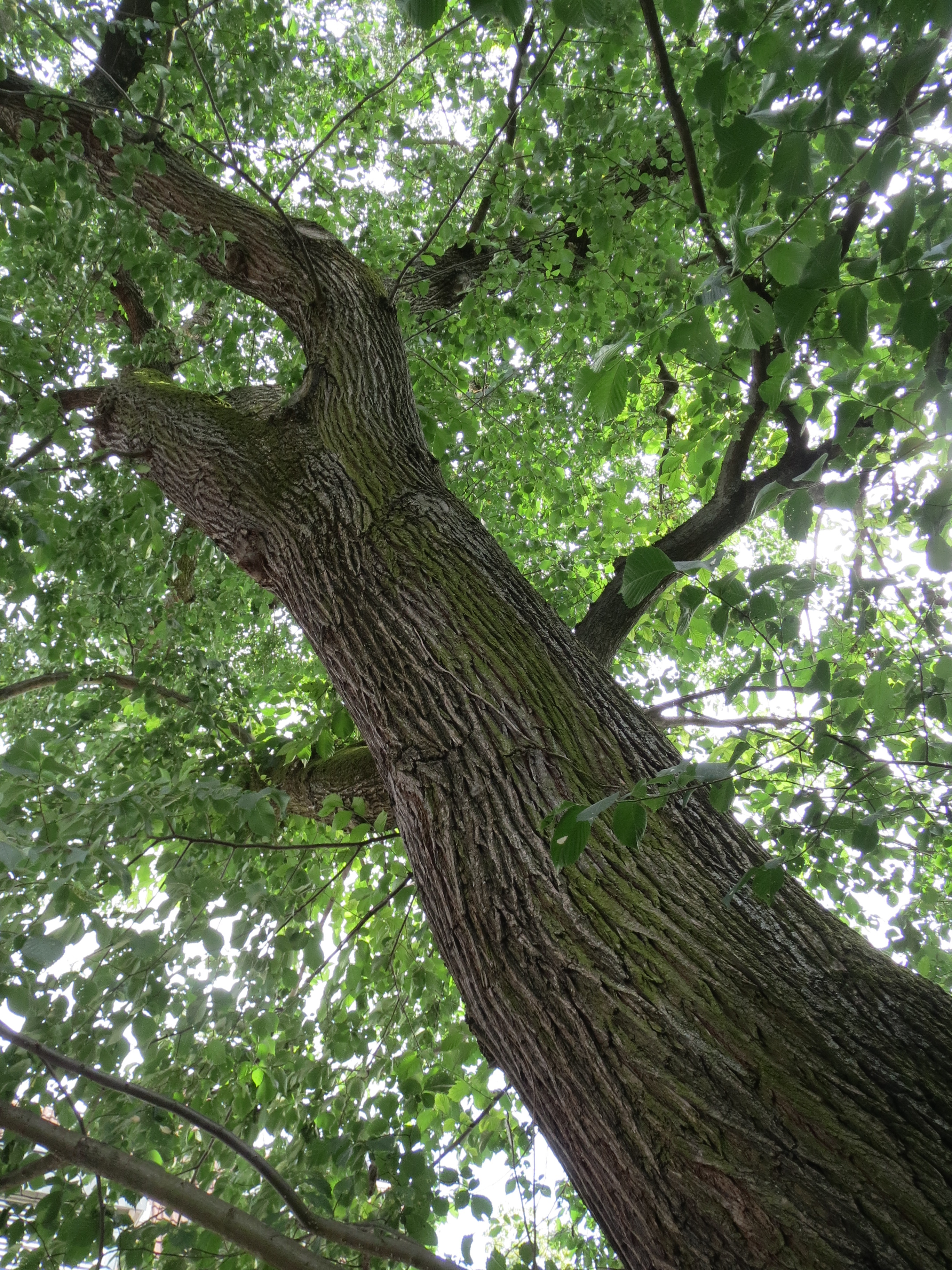
Tronc
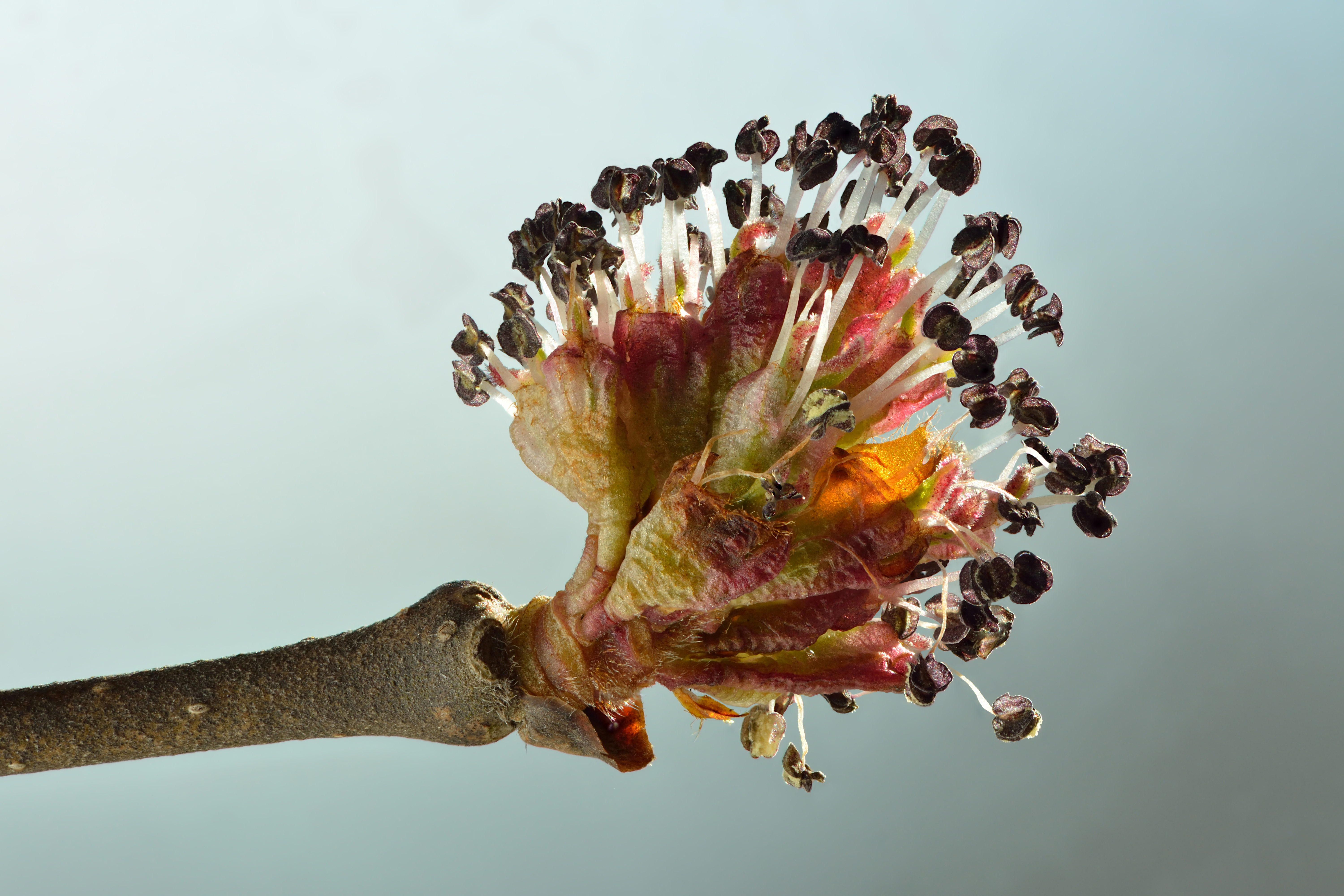
Flors
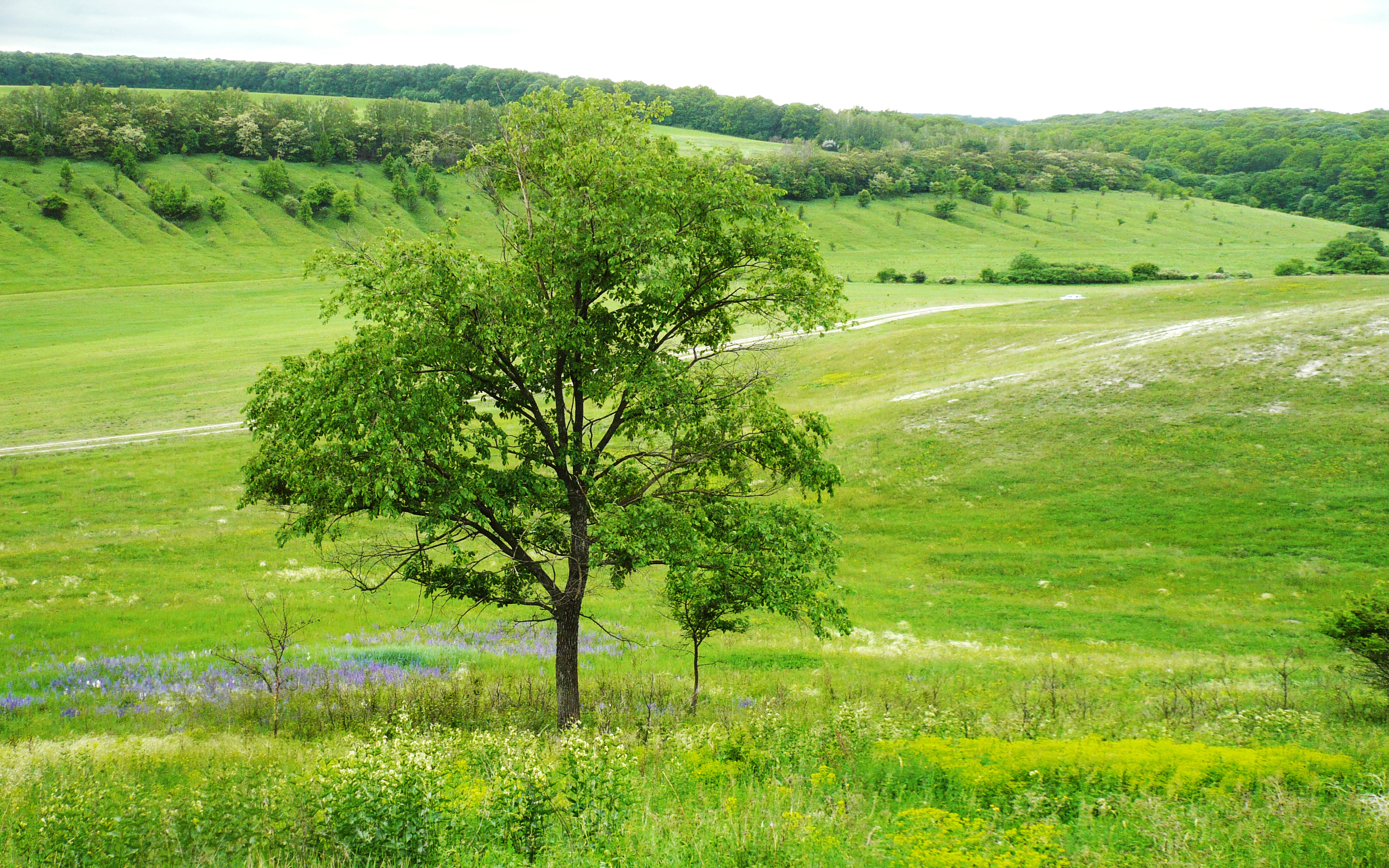
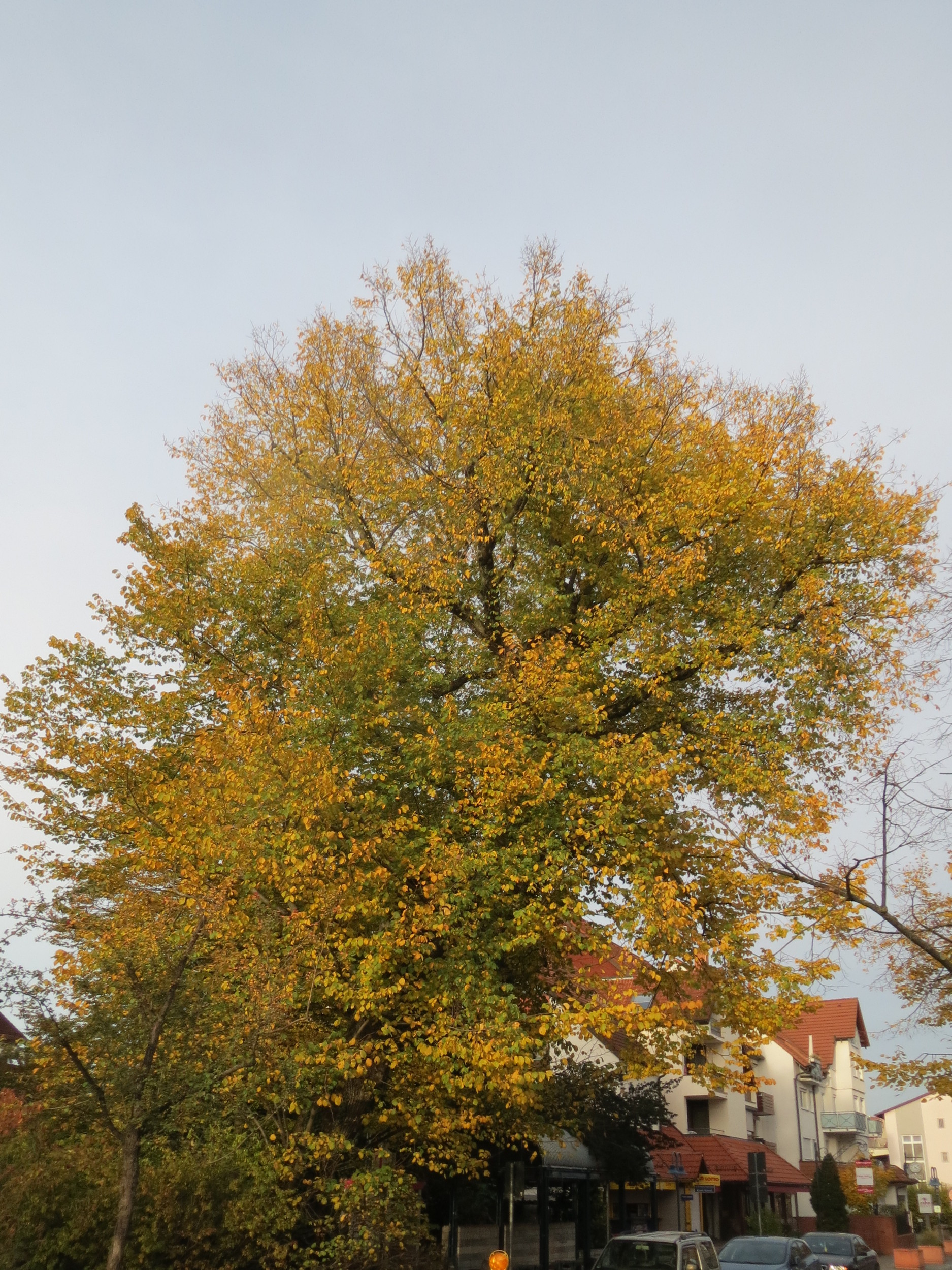
Aspecte durant la tardor